# Карло Маццоне
Ка́рло Маццо́не (італ. Carlo Mazzone, 19 березня 1937, Рим — 19 серпня 2023, Асколі-Пічено) — італійський футболіст, що грав на позиції захисника, насамперед за «Асколі». По завершенні ігрової кар'єри — футбольний тренер, який встиг попрацювати з більш ніж десятьма провідними командами Італії.

## Ігрова кар'єра
Народився 19 березня 1937 року в місті Рим. Вихованець футбольної школи клубу «Рома». Дорослу футбольну кар'єру розпочав 1958 року в основній команді того ж клубу, в якій провів один сезон, взявши участь лише у 2 матчах чемпіонату.
Згодом з 1959 по 1960 рік грав у складі команд клубів СПАЛ та «Сієна».
У 1960 році перейшов до клубу «Асколі», за який відіграв 9 сезонів. Більшість часу, проведеного у складі «Асколі», був основним гравцем захисту команди. Завершив професійну кар'єру футболіста виступами за команду «Асколі» у 1969 році.

## Кар'єра тренера
Розпочав тренерську кар'єру, ще продовжуючи грати на полі, 1968 року, очоливши тренерський штаб клубу «Асколі».
Надалі очолював команди клубів «Фіорентина», «Катандзаро», «Болонья», «Лечче», «Пескара», «Кальярі», «Рома», «Наполі», «Перуджа» та «Брешія».
Наразі останнім місцем тренерської роботи був клуб «Ліворно», команду якого Карло Маццоне очолював як головний тренер до 2006 року.

## Титули і досягнення

### Як тренера
- Володар Кубка Інтертото (1):

«Болонья»: 1998

### Особисті
- Золота лавка: 2002